# SURF&SNOW (ラジオ番組)
SURF&SNOW（サーフ・アンド・スノウ）は、1985年10月7日から1996年10月6日までTBSラジオ、1998年10月4日から1999年3月28日までFM NACK5で放送されていたラジオ番組（音楽番組）。パーソナリティは松宮一彦（TBS放送時はTBSアナウンサー）。

## 概要
月曜日から金曜日までの帯番組としてスタート。松宮の軽妙なDJに加え、練り込まれた選曲、後にブレイクするアーティストをいち早く発掘する姿勢などがリスナーに受け、TBSラジオの深夜帯を代表する人気番組に成長した。「この番組は10年契約」で始めたと本番組スタート時から話していた。
また時には大胆な企画にも取り組み、1989年3月31日金曜深夜は放送開始が4月1日00:00であることからエイプリルフール特別企画として、当時ニッポン放送で裏番組『HITACHI FAN! FUN! TODAY』『ぽっぷん王国』を担当していた上柳昌彦アナウンサーが『SURF&SNOW』を担当する代わりに松宮が『FAN!FUN!TODAY』を担当する設定でそれぞれの局で番組を開始、松宮は1曲目が終わるまで番組に登場しなかった。
エンディングテーマは番組が注目する新進アーティストを起用することが原則となっており、メジャー・デビュー前の久保田利伸や、デビュー間もない頃のKAN・富樫明生などが起用された。久保田は番組中に流れるサウンドステッカーも手がけた。
原則として生放送だったが、松宮がスポーツ中継やテレビ番組への出演などの関係でスケジュール的に生放送が困難な場合には録音放送となることもあった。また、TBS労働組合のストライキや松宮自身の体調不良・夏季休暇の際には親交のあるアーティストや桝井論平・大沢悠里など管理職の先輩アナウンサーが代役を務めたこともあった。
1985年の本番組スタート当初は、コンサート情報のコーナーに素人の女子を出演させていたことがあったが、松宮がこれに難色を示していたこともあって、番組が15分短縮した1986年4月の改編時に、この企画は無くなっていた。
1988年から1990年にかけては、HBCラジオとMBSラジオでもナイターオフシーズンに週1回、TBSラジオ版とは別内容の30分録音バージョンが放送された。
松任谷由実（ユーミン）が1980年12月に『SURF&SNOW』というアルバムを発売しているが、この番組のタイトルはユーミンに承諾を得て付けられた。

### DJ・松宮のこだわり
松宮はTBS時代、本番組において「TBSアナウンス部のスーパーDJ」を自称していた。またしばしば本番組のことを「日本の音楽業界最後の良心」と称するなど、本番組に相当な自信を持っていたことをうかがわせる発言を繰り返していた。
帯番組だった時代には、時報と同時に番組を開始することに異常なまでのこだわりを持っていた。そのためラジオマスター（主調整室）に用意されている、放送事故防止のために時報が鳴り終わるまでスタジオからの音が流れないようになっている機構（送出ロック）をわざわざ解除してもらっていたほどであるが、スタッフの気が先走りすぎて、時報が鳴る前に番組のサウンドステッカーを流したり、時報CMに誤ってサウンドステッカーが被さり、局内の部署から怒られた事もあったという。
逆に録音放送の際は送出ロックを解除しないため、時報からサウンドステッカーが流れるまでに数秒時間が空くことから、生放送でないことが一目瞭然だった。そして本番の2時間ほど前から、松宮自身とスタッフとの意思疎通をスムーズにさせることや完璧な曲の順番を決めるなどのために入念なリハーサルを必ず行っていた。
松宮が曲紹介の際にイントロの尺ぴったりにナレーションをかぶせるのも特徴の一つであった。この番組で松宮の喋りの多くは体言止めになっているのが特徴と言われていたが、これについて「日本語は体言止めの方がリズムに乗りやすい面があるし、アナウンサー的な立場からなるべく『けれども』や『思います』などは使わず、自身を持って言い切るようにしている」と話している。
不定期であるが、ゲストを迎えてトークを繰り広げた。松宮は普段からアーティストたちのライブに足を運んでおり、ライブの進行やサウンドのタイミング、照明に至るまで熱心にメモを取りながら観賞していた。それらの資料がゲストを迎えた際のトークに役立っていた。また、TBSテレビで木曜日に放送されていた『ザ・ベストテン』において松宮が追っかけマンを務めていたこともあり、同日出演したアーティストがゲスト出演することもあった。
当時J-WAVEが「More Music, Less Talk」のスローガンを掲げるなど「音楽番組にナレーションは不要」といった意見が増加傾向にあったことから、本番組に対しても「エアチェックが出来ないからイントロのナレーションをやめてほしい」という意見が少なからず届いたというが、松宮は「ラジオの音楽番組はあくまでプロモーションの場」「しゃべりのない形で曲を聴きたかったらCD（レコード）を買え」として、「曲だけ録音されてたまるか」といった気概で最後までイントロのナレーションにこだわる姿勢を貫き通した。
エンディングの挨拶では「TBSラジオ「SURF&SNOW」、ディスクジョッキー担当・TBSアナウンス部（組織改革により後期は「TBSアナウンスセンター」）「スーパーDJ」松宮一彦でした。それではまた明晩（来週〇月〇日）〇曜〇時（〇〇分）にお耳にかかりましょう。それまでお元気で!（少し間を置いてから）さよなら!」と締めていたが、太字部で必ずディレイを掛けていたため、「さよならさよならさよならさよなら…」と残響のようなエコーがかかりながらフェードアウトしていくのが常だった。
松宮はDJだけでなく、曜日によっては自らディレクターとして選曲などを担当していた。自らがディレクターを務めている時は、スタジオから副調整室に「逆キュー」でスタッフに指示を出しており、雑誌『ラジオパラダイス』にその場面の写真が掲載されたこともある。
番組では「ライブでバラード曲の際に手拍子をするのを止めるべき」として、『バラードで手拍子をやめよう！Don't Clap キャンペーン』と称した運動を長期にわたって展開していた。キャンペーン宣伝用の缶バッジやステッカーなども製作され、番組ノベルティとして配布されていた。

### 番組の終焉とその後
1992年4月には『パックインミュージック21』の金曜日枠に組み込まれたが（土曜未明の放送）、番組人気の低下に伴い1993年10月以降は放送時間が頻繁に変更された。1994年には再び月－金の帯番組として復活したものの、末期の1995年10月には日曜日の昼の番組の1コーナーに格下げとなり、1996年10月をもってTBSラジオでの放送は終了。11年の歴史の幕を閉じた。
1998年6月末にTBSを退社した松宮は、同年10月よりNACK5にて同タイトルの番組をスタート。同時間帯の聴取率1位を獲得するなど幸先のいいスタートを切ったが、半年後の1999年3月で同番組は終了した。
同年9月、松宮は自宅マンションで首を吊り自殺、他界した。
松宮の10周忌から3カ月が過ぎた2010年1月3日の10:00よりTBSラジオのスペシャル番組『SURF&SNOW 2010』（当該時間帯に放送している『安住紳一郎の日曜天国』は休止）を、松宮の弟子とも言える存在だった後輩の小林豊（当時TBSアナウンサー）がパーソナリティを務め、1980年代のポップ・ミュージックを中心に、アーティストからのメッセージや過去の放送の音源を放送した。小林曰く「（既に鬼籍に入った）喋り手以外は全員当時のスタッフ」が関わっていたという。
結果的に叶わぬ夢となったが、松宮は生前「今後の夢」として「僕はラジオのDJがしたいんです。2020年には1960年代から1990年代の音楽を語る番組をやりたいな」と話していた。また、小林豊も『SURF&SNOW 2010』のエンディングで松宮との思い出を語った際に、交際していた女性が講師だった英会話教室に通っていた理由を、それ以前に松宮が「『SURF&SNOW』をハワイで日本人コミュニティ向けに1980年代の音楽をかける番組としてやりたい」と小林に話していたからではないかと回想している。
2019年2月17日未明の同局『ラジオアーカイブ』内で、1995年8月11日放送の第2000回放送分が再放送された。2020年3月1日未明には、1995年6月23日および1993年9月24日未明放送分が編集の上、再放送された。

## 放送時間

### TBSラジオ時代
- 1985年10月7日-1986年4月4日 月曜日-金曜日 23:45-25:00（『NISSANミッドナイトステーション』枠）
  - 上記の通り、この間は日産自動車の一社提供番組として放送。
- 1986年4月7日-1988年10月7日 月曜日-金曜日 24:00-24:56
  - 日産が降板しノルディカ（英語版）（ノルディカはスキー用品メーカーだが、通年スポンサーだった）に交代。引き続き単独スポンサーだったためこの間放送内やタイムテーブルでは「ノルディカ SURF&SNOW」と表記・呼称される。
- 1988年10月10日-1990年10月5日 月曜日-金曜日 24:00-25:00
- 1990年10月8日-1991年4月5日 月曜日-金曜日 24:00-24:45
  - 『岸谷五朗の東京RADIO CLUB』の1コーナーとして放送される。ノルディカが降板し複数社提供となる。放送内のタイトル呼称はこれ以降スポンサー名が入らなくなり、『TBSラジオ（レディオクラブ）・SURF&SNOW』もしくは『（放送枠名）・SURF&SNOW』となる。
- 1991年4月8日-1991年10月4日 月曜日-金曜日 24:00-24:40
  - 『東京RADIO CLUB』の内包から外れ、再び単独番組となる。
- 1991年10月7日-1992年4月2日 月曜日-木曜日 24:00-24:40
  - 金曜日の同時間帯で『東京RADIO CLUB』の姉妹番組『東京RADIO CLUB 20'S』（スポンサーは本番組と共通だった）がスタートした事により、週4日の放送となる。
- 1992年4月10日-1993年10月1日 金曜日 24:00-26:00
  - 『パックインミュージック21』金曜1部（週によっては単発枠だった2部にも拡大することがあった）として。この時期は北海道放送、山陽放送、RKB毎日放送（別の番組を放送していたこともあり）、琉球放送にもネット。
- 1993年10月8日-1994年4月1日 金曜日 20:00-21:00
  - 松宮は18時台の『夜はこれから』、19時台の『ザ・ヒットパレード』に引き続いての出演。提供：ヴィクトリア。
- 1994年4月11日-1994年9月12日 月曜日 21:00-22:00
  - スポンサーが完全消滅し、これ以降ノンスポンサーでの放送となる。
- 1994年10月3日-1995年10月6日 月曜日-金曜日 23:00-23:55
  - 『東京RADIO CLUB』の終了によって空いた23時台に移動、3年ぶりの週5日放送となる。
- 1995年10月15日-1996年10月6日 
  - 『サンデー・ミュージックJAM』（日曜日 13:00-14:55）の1コーナーに。
  - このため、『サンデー・ミュージックJAM』のアシスタントを務めていた後輩アナウンサー･長岡杏子（当時は旧姓の畑杏子名義）は、事実上『SURF&SNOW』の準レギュラーでもあった。また、前述2019年2月放送の『ラジオアーカイブ』の案内役でもあり、当番組の終了後にこの当時の思い出を語った。

1993年10月29日、1994年3月18日および同年6月13日は2時間放送、1993年12月24日は3時間放送。
週1時間時代（1993年10月-1994年9月）、大相撲の本場所中には大相撲ハイライト番組『まった無し!大相撲』が放送されたため、後ろ20分が短縮された。ただし1994年7月名古屋場所中から『まった無し』の時間が移り、これによる短縮はなくなった。

#### 30分の録音バージョンをネットしていた局
毎日放送
- 1988年10月-1989年3月 土曜日 21:00-21:30
- 1989年10月-1990年3月 土曜日 21:00-21:30

北海道放送
- 1989年10月-1990年3月 土曜日 22:00-22:30

### NACK5時代
- 1998年10月4日-1999年3月28日 日曜日 18:00-20:00

## 歴代エンディングテーマ担当アーティスト
- 久保田利伸（1985年10月 - 1986年10月）
- 横山輝一（1986年10月 - 1987年10月）
- KAN（1987年10月 - 1988年4月）
- THE ALFEE（1988年4月 - 1988年10月）
- SING LIKE TALKING（1988年10月 - 1989年4月）
- 富樫明生（1989年4月 - 1990年4月）
- 安藤まさひろ（1990年4月 - 1991年4月）
- LINE-UP（1991年4月 - 1991年10月）
- 林田健司（1991年10月 - 1993年3月）
- ロッテンハッツ（1993年4月 - 1994年10月）
- ONE STEP communicate（1994年10月 - 1996年10月、「さよならは言わせない」オフヴォーカル版を使用）

NACK5時代はen:Bebu Silvetti「Spring Rain」